# 最後武士
《末代武士》（英語：The Last Samurai）是一部於2003年上映的美國史詩片，由愛德華·茲維克導演，茲維克、馬歇爾·赫斯高維基與約翰·羅根編劇。故事設定在1870年代，日本正值明治維新，湯姆·克魯斯飾演一名美國退伍軍人，被日本政府聘請來消滅反對維新的武士們，卻因為與武士首領（渡邊謙飾演）互動，而產生了不同的想法。
茲維克從年輕時即著迷於日本武士，是他製作本片的契機。製作消息於2000年底浮出水面，2002年2月克魯斯加入後進程開始加快。本片於2002年10月在日本開拍，隨後移師到美國的片廠，最後再到紐西蘭出外景。劇組在日本的歷史古都拍攝武士住處和天皇宮殿的橋段，而紐西蘭的自然景觀在電影中則是武士村等場景的背景。劇組致力於還原歷史樣貌，這點體現在《魔戒》班底操刀的精細服裝、大量的歷史考究，以及美術設計等。考量到安全問題，本片的戰鬥場景大量使用CG技術來輔助呈現。
本片於2003年11月20日在日本東京舉辦全球首映禮，並於12月初在美國和日本上映。電影上映後評價不一，但是以正面為主。影評人稱讚電影的美術設計和攝影水準，但對於歷史描寫和劇本則評價不一。克魯斯得到的評價有褒有貶，渡邊謙的表現則廣受讚譽，並入圍奥斯卡最佳男配角奖。本片在日本有著極高的賣座程度，全球票房最終突破4.5億美元。本片獲得多個獎項肯定，其中包含國家評論協會年度十大電影和日本電影學院獎最優秀外國作品。

## 劇情
故事開頭發生在1870年代的美國舊金山，納森·阿爾格倫上尉是曾經參加過南北戰爭及北美印第安戰爭的退伍軍人，因為戰爭中貝格利上校下令屠殺毫無反抗之力的印第安人而留下創傷，整日只能借酒消愁。在貝格利的引薦下，歐格仁被日本政府的大臣——大村松江聘為軍事顧問，去日本協助政府訓練明治維新後第一支現代化軍隊。
在當時的日本，明治天皇致力將國家西化，躋身現代強國之列，但政策遭到了保守派日本武士的反對。曾是天皇老師的勝元盛次是這群武士們的首領，他們住進深山裡的一個小村落，伺機反抗。阿爾格倫在口譯員格拉漢的幫助下接收了一些日本資訊，並持續訓練士兵，作為與勝元對抗的力量。一天，勝元破壞了一段鐵路，大村命令歐格仁帶領政府軍去消滅武士集團。政府軍尚未訓練完成，但阿爾格倫無法抗命。政府軍在一片森林行軍時被武士突襲，潰不成軍。阿爾格倫在殺死幾個武士後也被勝元俘虜，出乎意料的是，勝元沒有處死他，反而把他帶回了村子，並派自己的寡婦妹妹多香照顧他。隨後阿爾格倫透過勝元得知，多香的丈夫廣太郎就是被自己所殺。
冬天來臨，大雪封住村落向外的通路。阿爾格倫起初因文化語言不通而感到困惑，並且無酒可喝而創傷復發，痛苦不已。勝元想從阿爾格倫身上瞭解敵人，兩人於是經常進行勝元口中的「英語會話練習」。平常時，阿爾格倫與多香一起陪伴她的孩子，學了基本的日文，並且接受氏尾指導劍術。久而久之，與武士和村民們朝夕相處的阿爾格倫發現，自己居然在武士文化中找到了內心的平靜，並化解了過去的創傷。一天，一群刺客闖入村莊欲刺殺勝元，阿爾格倫与本該是敵人的勝元并肩作战，催生了兩人之間的情誼。
春天到來後道路重開，勝元請求與天皇見面並獲准，於是帶著人馬和阿爾格倫前往東京。此時的東京已有了由貝格利上校訓練出來的的正規現代部隊，槍砲精良，並且天皇也漸漸對大村言聽計從，沒了主見。大村欲將自身利益最大化而持續與外國簽訂貿易協定，並發布廢刀令剝奪武士的身份。勝元在議會上勸諫未果，察覺天皇已經不再信任自己。大村派兵将胜元押走，并逼令其切腹。当夜，阿爾格倫突破守衛和刺客，和勝元的部下一起將勝元救出，但胜元之子信忠在行动中战死。阿尔格伦勸万念俱灰的勝元戰鬥到最後，以求让天皇接受其兵谏。
勝元一行人回到村莊後，大村与贝格利随即率军来攻。勝元動用全部人馬迎戰，阿爾格倫不顧多香一家的挽留，決定與勝元共赴戰場，並穿上多香亡夫的盔甲。勝元和阿尔格伦利用政府军輕敵冒进的心理诱敌深入，成功击溃其首轮攻势，但武士一方也損失慘重。勝元知道敌我实力悬殊，己方败局已定，於是下令全員騎馬衝鋒。貝格利上校率領士兵組成防線並開槍迎擊，許多武士中彈身亡，但剩餘的人成功突破了防線，阿爾格倫也擲刀殺死了貝格利。
大村趕緊下令使用新武器加特林機槍，對武士們進行掃射。所剩不多的武士全數中彈落馬，勝元身中數彈，阿爾格倫的腳也被射傷。指揮官看著無畏衝鋒的武士們奄奄一息的樣子，不由得心生敬畏，於是命令部下停火。大村要指揮官趕盡殺絕，但指揮官置若罔聞，反而帶頭對武士們下跪致意，其他的士兵也全部照做。勝元身受重傷，死前要阿爾格倫活下去，隨後在對方的幫助下切腹身亡。
阿爾格倫被送回東京，幾天後傷口康復，前去晉見天皇。阿爾格倫打斷了正在進行的貿易談判，無視廢刀規定，將勝元用來向天皇效忠的劍交付給天皇，希望天皇能不忘武士道的傳統。天皇領悟到他不該在現代化進程中忘本，於是拒絕了貿易合約，並斥責對此表示不滿的大村。片尾，格拉漢的旁白說明道，關於阿爾格倫的命運有諸多傳聞，但他寧願相信阿爾格倫找到了平靜。最後一幕中，阿爾格倫回到村子，與多香團聚。

## 角色

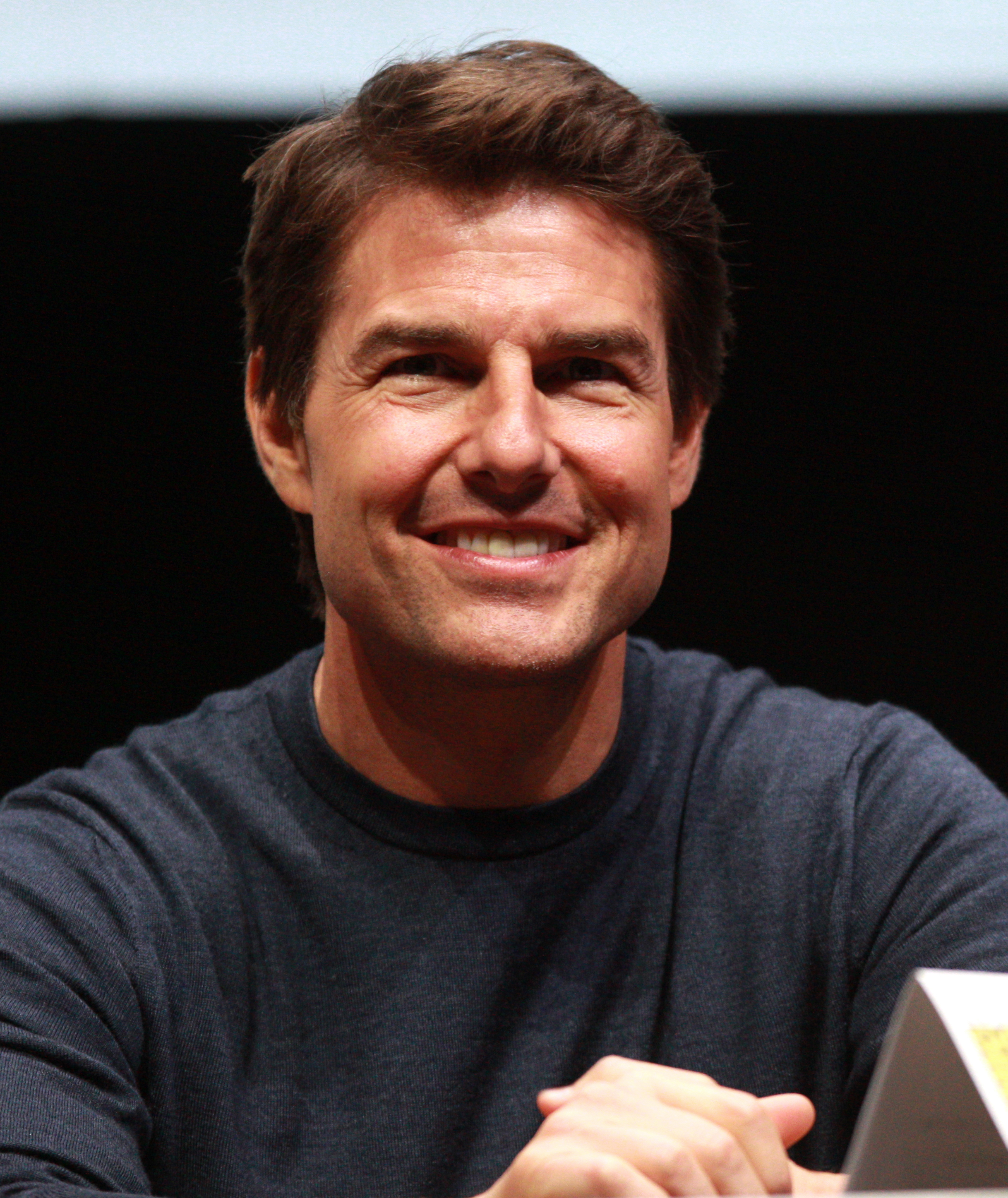
湯姆·克魯斯飾演納森·阿爾格倫

- 湯姆·克魯斯飾演納森·阿爾格倫上尉（Captain Nathan Algren）：活躍於南北戰爭的英雄[5]，但在戰爭中留下了心理創傷。受聘前往日本訓練一支現代化的軍隊[5]。角色藍本常被外界認為是儒勒·布呂奈[6][7]。

克魯斯稱他是第一次演出史詩電影，並對於飾演武士角色感到有如美夢成真。演出本片讓克魯斯聯想起小時候受到來自《阿拉伯的勞倫斯》的異國文化震撼，而他也和導演愛德華·茲維克一樣，在青少年的時候就已發掘黑澤明和日本作品，稱自己尊敬著日本文化和武士精神：「愛德第一次和我坐下來討論這部片時，我就知道我得拍。我對本片的主題有很強烈的聯繫感，對故事中的角色也是。」克魯斯也表示，除了歐格仁的情感和哲學故事線、能和茲維克及馬歇爾·赫斯高維基合作之外，這則故事的史詩本質也是一大誘因。為了扮演此次的角色，克魯斯特地研究了北美印第安战争、日本在該時期的歷史和美國內戰。另外為了拍攝本片，克魯斯將頭髮和鬍子留長，並接受為期8個月的訓練，學習日本劍術、空手道、日語和騎馬戰鬥。克魯斯為了撐起重50磅（23）的武士盔甲而特別增重將近25磅（11），他的特技協調員兼劍術教練是尼克·鮑威爾（Nick Powell）。有一次克魯斯在和真田廣之演刀劍對決戲時，因為底下的機械假馬故障，讓真田差點砍到克魯斯的脖子。克魯斯出演本片的合約金是2000萬美元。
- 渡邊謙飾演勝元盛次（Moritsugu Katsumoto）：武士們的首領[5]，與維新政府對立。在最終決戰中重傷，最後像個武士般切腹而死。角色藍本為被稱為「最後武士」的史實人物西鄉隆盛[20][24]，而虛構的叛亂事件則取材自西南戰爭[24]。

渡邊是日本國內的老牌演員，此前並未參演過美國電影，也完全不會說英語。確定由克魯斯主演之後票房有了保證，茲維克於是決定放手讓日本演員來飾演關鍵角色，但花了1年都找不到適合演勝元的演員。有一名來自日本的選角導演給茲維克看了渡邊的影片，促成了雙方的會面。茲維克回憶道：「我那時絕望透了，接著渡邊走進來，不到兩分鐘，就確定是他了。」茲維克也表示：「事實上，勝元是本片的中心角色。我剛找到渡邊時，我敲定了湯姆·克魯斯和劇本。我有很多資金，但片子還沒有開拍。我想我們知道如果沒有渡邊，或沒有勝元這個角色就沒有這部電影。」渡邊形容勝元是「在明治維新後為了守護身份认同而起兵叛亂的男人」，起初渡邊無法理解勝元，但最後他想通了：勝元看重的是榮譽，而不是生死。渡邊在2002年10月受訪時表示，他的台詞有百分之八十是英語，因此過去半年內他不斷在練習，期間有很多台詞更動，讓他腦袋亂成一團；不過到了首映時，他已能用英文接受採訪。
- 真田廣之飾演氏尾（Ujio）：勝元麾下最老派的武士，也是攘夷意識最強烈的一員[9]。在最終決戰中戰死。

真田透過劇組在美國洛杉磯舉辦的試鏡脫穎而出。真田很欣賞本片的劇本，因為想改變好萊塢對日本文化的刻板印象，即使只是配角也願意接演。
- 小山田真飾演信忠（Nobutada Mori）：年輕的武士[5]，勝元的兒子。在營救勝元的行動中犧牲。
- 松山小雪飾演多香（Taka）[5]：勝元的妹妹[9]，廣太郎的妻子。

和真田相同，小雪也是洛杉磯試鏡被選上。她在受訪時表示，身為一名日本人，飾演武士的妻子讓她感到身負重任：「我必須穿著和服，並表現當時的女性的一舉一動。我正在練習儀態，十分不容易。」
- 原田真人飾演大村松江（Matsue Omura）：金權政治家[5]。

原田形容大村是「岩倉具視和大久保利通這類人的集合體」。
- 中村七之助（日语：中村七之助 (2代目)）飾演明治天皇（Emperor Meiji）[5]：年紀尚輕的日本君王，推動西化政策。史實人物。

中村是歌舞伎世家出身，此次是他首次演出大規模的電影。中村在受訪時表示，明治天皇是真實存在的人物，所以他想透過閱讀資料和研究人物性格來詮釋，並希望能表現出年輕天皇在新舊取捨上的苦惱一面。
- 提摩西·司伯飾演賽門·格拉漢（Simon Graham）：阿爾格倫的口譯[31]。

司伯在受訪時表示，這名口譯角色能說一口流利的日語，但他自己不諳日文，所以他透過標音來學習台詞。
- 福本清三飾演沉默的武士[5]：奉命陪在阿爾格倫身邊的武士，從不開口說話，被阿爾格倫取名為「鮑伯」。在最終決戰中戰死。

福本是首次參與好萊塢電影。
- 托尼·戈德溫飾演貝格利上校（Colonel Bagley），阿爾格倫的前指揮官，下令屠殺印第安人婦孺，因而遭到歐格仁怨恨。貝格利將歐格仁推薦給日本官員[31]，歐格仁被勝元軍隊抓走後，便取代他繼續訓練現代軍隊。在與勝元軍隊的最後一戰中被歐格仁擲刀殺死。
- 比利·康諾利飾演斯布隆·加特中士（Sergeant Zebulon Gant），阿爾格倫的戰友，在南北戰爭中受傷而瘸腿[31]。與阿爾格倫共赴日本，在與勝元軍隊的初戰中被廣太郎殺死。
- 池松壯亮[5]飾演飛源：多香與廣太郎的長子。

本片為童星出身的池松在演藝生涯中，首次參與演出的電影作品。
- 菅田俊（日语：菅田俊）飾演中尾（Nakao）：勝元麾下的柔術高手[9]，教導武道的師父[5]。在最終決戰中戰死。

菅田繼《追殺比爾》後再度出演好萊塢電影。
- 湊葵[5]飾演孫次郎：多香與廣太郎的次子，對阿爾格倫很友善。
- 伊川東吾（日语：伊川東吾）飾演長谷川大將。
- 二階堂智（日语：二階堂智）飾演政府軍指揮官

## 製作

### 籌備

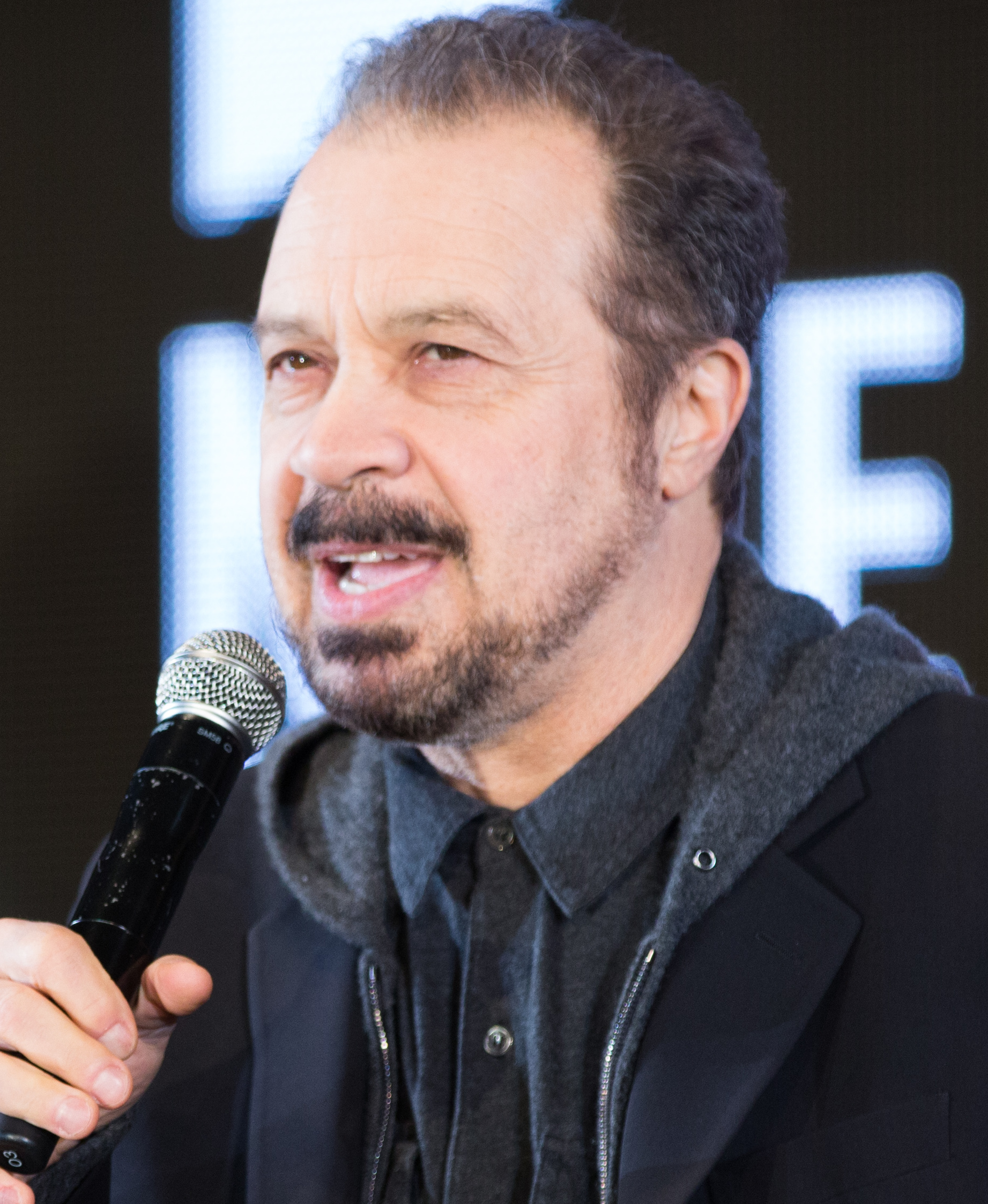
導演愛德華·茲維克對日本文化和歷史的興趣催生了這部電影

2000年12月19日，美國《每日綜藝報》報導，華納兄弟將與泰德·菲爾德創辦的雷達影業（Radar Pictures）聯手製作一部以日本武士為題材的宏大史詩劇情片，片名未定，由《角斗士》編劇約翰·羅根執筆劇本，愛德華·茲維克擔任監製和導演。茲維克和馬歇爾·赫斯高維基領頭的貝德福德佛斯製片公司將與雷達影業一同製片。茲維克告訴《每日綜藝報》，羅根和他一直都想要找機會合作：「我在讀他的劇本《大國民傳奇》的初稿時完全被打動了。我倆開始通信，如今找到了一個能共事的企劃，我們都很興奮。」茲維克和羅根完成企劃案之後推銷給华纳兄弟影业主任洛倫佐·迪·波納文圖拉和執行副總裁傑夫·羅賓諾夫（Jeff Robinov），後者將監督該片的籌備和製作過程。菲爾德、史考特·克羅普夫和湯姆·恩格爾曼（Tom Engelman）將代表雷達影業擔任本片的製片人。羅根編寫的一份114頁劇本草稿標註於2001年5月18日完成。茲維克及赫斯高維基再對羅根的劇本進行改寫。攝影臺本的最終草稿標註於2003年2月28日完成。
茲維克早已著迷於日本文化和日本電影很長一段時間。茲維克在17歲時第一次看黑澤明的《七武士》，並深受影響，是他成為電影人的契機。在長時間的歷史學習中，茲維克發現明治維新時代特別引人注目：舊日本幕府的統治畫下句點，帶來了日本鎖國200年來與西方的首次重大接觸。茲維克稱：「最重要的是，那是個過渡的時期。在每個文化當中，從古代到現代的轉變總是格外酸楚且戲劇性。這也是一幅令人驚奇的景象。每張圖片、每個景色、每個空間都訴說著故事，訴說著舊事物與新事物的並陳。一名戴著博勒帽的男士與一名穿著和服的女士並肩散步。一名拿著連發步槍發射的男人面對一名拿著刀揮舞的男人。」茲維克對這個時代並不陌生，他的導演作品《光榮戰役》和《燃情岁月》也都是設定在19世紀末期。茲維克：「我被一次又一次地吸引來到這個歷史性的時刻。觀察一個角色經歷個人轉變，在這樣一個整個文化同樣動盪中的時期，會令人動容，甚至出神。」
2002年2月25日，《每日綜藝報》報導，《末代武士》將由湯姆·克魯斯主演，而他也將身兼製片人。報導中透露，《末代武士》是一部描寫19世紀的史詩電影，克魯斯將飾演一名前往日本為日本天皇訓練軍隊的西方人，並見證日本武士的凋亡。《末代武士》可能會是克魯斯緊接著拍的下一部電影，因為克魯斯已經不再接洽《冷山》的戲約了，但他本人還沒有證實這點。8月16日，Ananova報導稱，提摩西·司伯將出演《末代武士》。IGN編輯則透過內線消息指出，司伯飾演的角色可能是加特中士，且约翰·C·赖利在此之前一直角逐這個角色。2002年8月28日，根據《好萊塢報導》，比利·康諾利和托尼·戈德溫將參演本片。9月16日，羅賓諾夫以華納兄弟全球製片部門總裁的身份正式宣布了日本演員名單，包含渡邊謙、真田廣之、松山小雪、中村七之助、菅田俊、小山田真、福本清三、原田真人、池松壯亮和湊葵。官方同時也宣布電影將於同年10月開拍，由約翰·托爾掌鏡。

### 拍攝
2001年8月，《末代武士》的劇本還在創作階段。華納兄弟還未給出象徵批准企劃的綠燈，但是有興趣知道茲維克想在哪裡拍片。茲維克於是要求攝影指導約翰·托爾、當時的製片人帕特·克勞利、美術指導莉莉·基爾沃特和特效總監傑佛瑞·A·奧肯（Jeffrey A. Okun）去做初步的勘景。托爾表示，他們有討論過將紐西蘭當成日本的替代取景地，所以他們在紐西蘭和日本都有勘景。茲維克等人在兩週之內搭乘直昇機繞著紐西蘭飛，從南島開始物色取景地。故事中的場景大多位在東京皇居一帶和日本農村，因此劇組在選擇取景地時，需要有一定數量的日本傳統建築和廣大的鄉村地區。最後托爾等人決定選在紐西蘭設置鄉村場景，並在日本盡量找尋現存的帝國時期建築，特別是以那些難以搭景複製的建築為主。如果有找到好地方，茲維克願意修改劇本來遷就取景地。托爾等人也有探索如何用特效來強化呈現現存的日本建築。在日本，劇組前往京都市，探訪了名聞遐邇的姬路城，並得知一座還沒被當成電影取景地的寺廟圓教寺。托爾等人參訪過圓教寺後大為驚豔，於是將該寺列為本片的取景地之一。茲維克決定要先在日本開拍，他想先捕捉實物的韻味，才能使用佈景之類的手法加以複製。基爾沃特在紐西蘭北島西側的塔拉纳基大区找到很適合用來拍攝武士村的地點，托爾等人也發現當地有好幾個地方可以當成戰鬥場景的取景地。在當時，紐西蘭因為是《魔戒電影三部曲》的取景地而知名度大開，政府也積極支持國外電影至此拍片。
2002年5月17日，《每日綜藝報》報導，《末代武士》將於紐西蘭、日本和美國拍攝，預計於該年稍晚開拍，預算為1億美元。《紐西蘭先驅報》稱，在紐西蘭的主要取景地是塔拉納基，預計在年底或1月開拍，持續進行至3月。茲維克稱，當地不同於現代亞洲國家，反而很像19世紀的日本。2002年10月8日，官方在日本舉辦記者會宣布，《末代武士》將於10月10日在日本京都府開始主体拍摄，當地的松竹京都攝影所將提供全面協助。然後劇組會移師到美國和紐西蘭將電影拍完，渡邊謙透露拍片會耗時半年以上。10月9日，劇組先在兵庫縣姬路市的圓教寺開始拍片，克魯斯搭乘直升機和車輛前往該地。拍攝工作主要在圓教寺的三之堂（三つの堂）周遭進行，片中勝元在武士村的住所即是在三堂之一的常行堂拍攝。因為圓教寺的場景多次出現，所以劇組預先拍了大量鏡頭，後續可以剪輯進電影裡。2002年10月16日，劇組移師至京都東山區的知恩院進行兩個小時的拍攝，完成皇宮的相關場景，同日克魯斯搭機離開日本。劇組接著移師到洛杉磯伯班克的華納兄弟製片廠拍了五週，拍攝內容是規模較大的內景和所有東京街道的場景，再接著前往主要取景地紐西蘭。在前期製作時，托爾等人不打算在洛杉磯進行任何的攝製作業，因為要花太多錢，不過後來他們衡量替代方案並算出實際成本，最終改變了主意。在拍攝期間，劇組成員都被要求要簽下保密條約，不能讓克魯斯的武士造型洩漏出去。
2003年1月8日，《Hello! Magazine》報導，克魯斯抵達紐西蘭，於北島拍攝《末代武士》。1月11日，南非新聞聯合社報導，劇組正在北島西海岸的塔拉納基的偏遠地區拍攝。茲維克稱，塔拉納基有著未受破壞的環境，比起人口過多的日本更適合拍片。在紐西蘭的拍攝作業於1月13日開始。開拍前夕，《新西兰先驱报》報導稱，劇組將於往後4個月內在七個場景拍片。塔拉納基電影投資公司（Film Venture Taranaki）與華納兄弟合作，專案經理彼得·艾佛里（Peter Avery）負責將本片的拍攝引入塔拉納基，他保守估計本片帶來的周邊經濟約是2000萬至6000萬美元，對紐西蘭電影產業和當地也有寶貴的無形影響。艾佛里表示：「在此之前只有唯一一部電影《維吉爾》（1984年）在塔拉納基拍攝。能主持如此盛事真的很棒。全片有三分之二在本地拍攝。」
片中大部分的場景（包含勝元的村莊）都在新普利茅斯的烏魯蒂山谷拍攝，劇組將山谷改造成1860年代日本鄉村的模樣。當地建商受雇在山丘上建造細節豐富的日式建築。拍攝完成後，這些日式布景將會由推土機拆除，還原當地的樣貌。塔拉納基山在電影中被當成日本的富士山。普克庫拉公園在電影中充當帝國軍隊的閱兵區和宫殿。騎馬和戰鬥的場景在芒格馬胡納湖（Lake Mangamahoe）拍摄。當地有毛利人埋怨劇組的拍片行為褻瀆了神聖的塔拉納基山和毛利人遺址，製片方聲稱此事是小題大作，他們已盡可能滿足毛利人的需求。劇組請了大量日本人到紐西蘭擔任臨時演員，其中扮演士兵的幾百人會由士官長進行基本訓練。2003年5月9日，克魯斯結束在紐西蘭的拍攝，搭機離開紐西蘭。後期製作時，托爾組成第二攝製組前往東京和九州進行小規模拍攝，拍下一些建築和景色，日後可以用在過場。
2003年7月，紐西蘭公布一項減稅政策，針對至當地拍片且預算達2900萬美元的外國電影，給予12.5%的稅收減免。華納兄弟為本片在紐西蘭花了約4500萬美元，雖然那時紐西蘭還未公布減稅政策，紐西蘭在2003年12月仍決定按照政策退還300萬紐西蘭元。

### 攝影過程
本片的攝影指導由約翰·托爾擔任，他曾和茲維克合作過《燃情岁月》，該片也為他贏得了第一尊奧斯卡金像獎。托爾在2003年10月接受《美國電影攝影師雜誌》採訪時表示，他受到電影對那段日本歷史的描繪吸引，加上先前和茲維克、美術指導基爾沃特以及克魯斯有過愉快的合作經驗，促使他加入《末代武士》的劇組。本片的拍攝規模相當大，首先從日本開拍，再先後移到美國和紐西蘭，劇組同時又要拍片又要準備，因為行程上兩個國家之間是沒有休息時間的。托爾在各地到處奔走，為了跟上進度，他安排了兩支負責電氣設備和場務的團隊，一支管理洛杉磯的拍攝作業，另一支則管理紐西蘭和日本的部分。對於攝影組，托爾將來自洛杉磯的幾位主要人員帶在身邊。劇組在日本和紐西蘭時，聘請了當地有經驗的人士和來自澳洲的人員來填補攝影組、電氣設備組和場務組。要拍戰鬥場面時，托爾從洛杉磯、澳洲和紐西蘭抽調來臨時攝影人員。劇組使用的大量攝影設備全數由洛杉磯伍德蘭希爾斯的潘那维申提供，該公司的人員也協助劇組使用這些設備。
本片乃是用變形規格拍成寬屏電影。托爾曾考慮捨棄變形規格改用超35規格，後者擁有較佳的景深和更多鏡頭選擇，預算也較低，但後製中需要的光學錄像程序讓他卻步。雖然知道可以用數碼中間片（DI）來處理光學錄像，但最後還是因為後製時間的不確定而不敢使用超35。在後製階段，托爾很幸運地有足夠的時間，可以在Cinesite用DI處理兩個橋段。至於膠捲，本片使用柯達當時新出的Vision2 500T 5218膠卷，當作感光乳劑。托爾原本愛用EXR系列而不喜歡Vision系列，經過測試後決定將EXR 500T 5298當成高速感光乳劑，EXR 100T 5248和5293當成主膠片。托爾在日本拍完片後回到洛杉磯，試了5218後認為其色彩表現力佳、細節完整且具備EXR系列的優點，便漸漸將5298換成5218。色彩的相關工作在Technicolor完成。

### 設計
美術指導莉莉·基爾沃特第三次與茲維克合作。1876年左右照相機傳入日本，讓當時的人留下了大量的照片紀錄，劇組在美術設計上參考了大量書籍和數百張當時的照片。劇組在伯班克的華納兄弟製片廠搭建東京街道的布景，使用的場地曾用來拍過、《瘋狂大賽車》和《轰天炮4》的街景。街道搭景費時3個月、動用數百名藝術家和工匠。基爾沃特表示，她印象中是從2002年7月1日開始搭街道。做油漆和木匠的有150人。用在東京街道的布景物件拍完後接著會運至紐西蘭，用來製作村莊。在紐西蘭，劇組搭建村莊時，也一併打造了菜園、梯田、走道和磨坊等細節。
本片的服裝設計由《魔戒電影三部曲》的班底姬拉·迪克森擔任。迪克森需要設計的服裝包含美國內戰軍服、日本村民的衣服、日本皇家軍隊的軍服、受歐洲影響前後的東京街道的百姓穿著，以及在紐西蘭的武士盔甲。團隊力求在顧及服裝外觀的歷史準確性之餘，也要考量演員穿上服裝後的活動空間。為了製作武士的盔甲，狄克森等人首先前往日本，參觀盔甲房和博物館，並看遍相關物品。畫家畫出樣子後，劇組將盔甲分成各個部件，每件都有大約300片。各個部件的原型製成後，接著製模、噴漆、上色。片中有一段天皇會見勝元的場景，場景中的日本皇家服飾有一名日本專家提供協助。本片的拍攝使用了大量武器，包含毛瑟來福槍、加農炮、加特林機槍、忍者刀、武士刀、矛、弓箭。劇組擁有740支真槍、七千支箭矢和數百套的刀，加農砲是真材實料的黃銅特製品。部分武器是19世紀的實物，需要經過整修才能拍片。

### 後製與特效
本片的特效總監由傑佛瑞·A·奧肯（Jeffrey A. Okun）擔任。他在前期製作階段的會議中，面臨到力求貼近史實有時難以具備戲劇效果的難題。奧肯舉日本天皇的皇宮為例，皇宮應該要在首次亮相的鏡頭中足夠吸睛，但符合史實的皇宮和其他建築相比毫不起眼，所以製作團隊做了一點修改，把宮殿做得更大、位置更高、坐落在更繁榮的區段，以及加上色彩鮮明的旗幟。奧肯認為這些都是令人羞愧的行為，但對電影來說是必要的。皇宮的外觀是以接景和電腦3D建築的結合技巧完成，使用了大量扭轉和投射效果的材质贴图，充實並賦予鏡頭景深。因為東京是實際存在的地方，奧肯和他的團隊受限於可以容許多少虛構成分的問題並備感壓力。
本片的開場戲設定在舊金山，是歐格仁答應要去日本的戲。然而對於這個橋段，劇組在影片拍完並剪完後發現了一個問題，即電影的第一幕不該只有室內戲（歐格仁演戲和餐會），格局應該要有所開放。於是劇組再度出外，拍了一段發生在展覽廳後頭巷子的戲還有一些補拍鏡頭，花了一天時間，並有4周的時間完成接景。後巷的戲中出現的電車是純粹的3D物件，而城市景觀則是多層接景的產物。
為了保證拍攝戰鬥場景時的安全，奧肯在後期製作中才把槍火和飛矢透過CG技術加入電影裡。最後一戰的場景是對特效團隊最具挑戰性的考驗。對於他們使用的手法，奧肯舉例，他們會在後製中加入飛出去射中人的CG箭矢，以及先將箭矢插在真人演員身上，在後製中把箭矢抹除，然後讓CG箭矢來扮演真箭。拍攝人死去的手法也有些類似，劇組先將假肢安裝在真人演員身上，在後製中抹除，然後再以CG呈現。在戰場上奔馳的馬都是真馬，但被殺的馬和被炸碎的人一樣都是以CG製作。劇組希望戰鬥場景能兼具技術性和真實性，為了捕捉戰鬥場景中的人的臉孔而將鏡頭挪得更近。
關於刪減片段，有一段是歐格仁初抵日本，即在街道上看見武士氏尾（真田廣之飾演）將找他麻煩的西化市民斬首。茲維克認為讓武士先出場，會讓之後武士從霧中殺出來的橋段失去衝擊力，故刪去之。斬首橋段使用了綠幕技術，先拍真田斬下一顆假頭，再拍被斬首者頭包綠布倒下，如此一來便可在後製時將被斬首者的頭部從畫面上抹去。另一段是歐格仁在村子旁觀勝元練劍，兩人首次談及自己的背景和主張。茲維克認為這段對話在整部電影中顯得不夠重要，而且刪除的話，可使兩人在櫻花樹下的另一段對話更有力。

### 配樂
《末代武士》的電影配樂由漢斯·季默創作，本片也是第100部配樂作品。關於參與本片的契機，季默在2003年受訪稱，約4年前他在奧斯卡金像獎入圍者的午餐會上，因為現場按姓氏頭字母順序排列，所以他與同樣是「Z」開頭的茲維克聊了起來。茲維克向季默提起《末代武士》的企劃，季默覺得很有趣，請茲維克寄給他一份劇本，之後茲維克也的確找他來配樂。季默形容本片就像是「發生在日本的《神鬼戰士》」。全片配樂在洛杉磯的紐曼錄音場（Newman Scoring Stage，由二十世紀福斯持有）錄製，由好萊塢交響樂團。電影原聲帶於2003年11月25日由華納音樂集團旗下的厄勒克特拉唱片發行。
| 評論得分 | 評論得分 |
| 來源     | 評分     |
| -------- | -------- |
| AllMusic | 3/5颗星  |

| 曲目列表 | 曲目列表                 | 曲目列表 |
| 曲序     | 曲目                     | 时长     |
| -------- | ------------------------ | -------- |
| 1.       | A Way of Life            | 8:03     |
| 2.       | Spectres in the Fog      | 4:08     |
| 3.       | Taken                    | 3:36     |
| 4.       | A Hard Teacher           | 5:44     |
| 5.       | To Know My Enemy         | 4:49     |
| 6.       | Idyll's End              | 6:41     |
| 7.       | Safe Passage             | 4:57     |
| 8.       | Ronin                    | 1:53     |
| 9.       | Red Warrior              | 3:56     |
| 10.      | The Way of the Sword     | 7:59     |
| 11.      | A Small Measure of Peace | 8:01     |
| 总时长： | 总时长：                 | 59:41    |

## 上映
2002年10月8日，《末代武士》的製作發表記者會在日本大阪府关西国际机场附近的全日空TOWER GATE HOTEL舉行，克魯斯、茲維克、赫斯高維基等人搭機前往現場，一眾日本演員也有出席。電影預計在2004年的新年檔期在美國和日本同步上映。同日，華納兄弟也發布了相關新聞稿，宣布電影預計於2003年12月12日在美國上映。2002年10月10日，據報導，《末代武士》將於2003年12月起在日本進行超大規模的路演，涵蓋丸之內Piccadilly1號，以及東急和松竹的連鎖影院。2002年11月，華納兄弟將檔期提前一週至2003年12月5日。2003年8月28日，日本華納兄弟在日本東京舉辦本片的特別活動，克魯斯和一眾日本演員出席，現場放映四段電影畫面，長度約20分鐘。克魯斯此行也和日本時任首相小泉純一郎在東京的官邸會面。
2003年11月14日，華納兄弟舉辦全球首場媒體特映會。本片的全球首映禮於2003年11月20日在日本東京的六本木舉行，茲維克、克魯斯、渡邊謙、真田廣之、小雪等主要成員出席現場。美國首映禮於2003年12月1日在洛杉磯舉行，克魯斯與一眾日本演員出席，現場1400名觀眾在播畢後起立鼓掌5分鐘。美國電影協會（MPAA）以片中有「強烈暴力和戰鬥場面」為由將電影評為R級，意味著17歲以下觀眾需要有家長或成年監護人陪同才能觀看。

### 影評

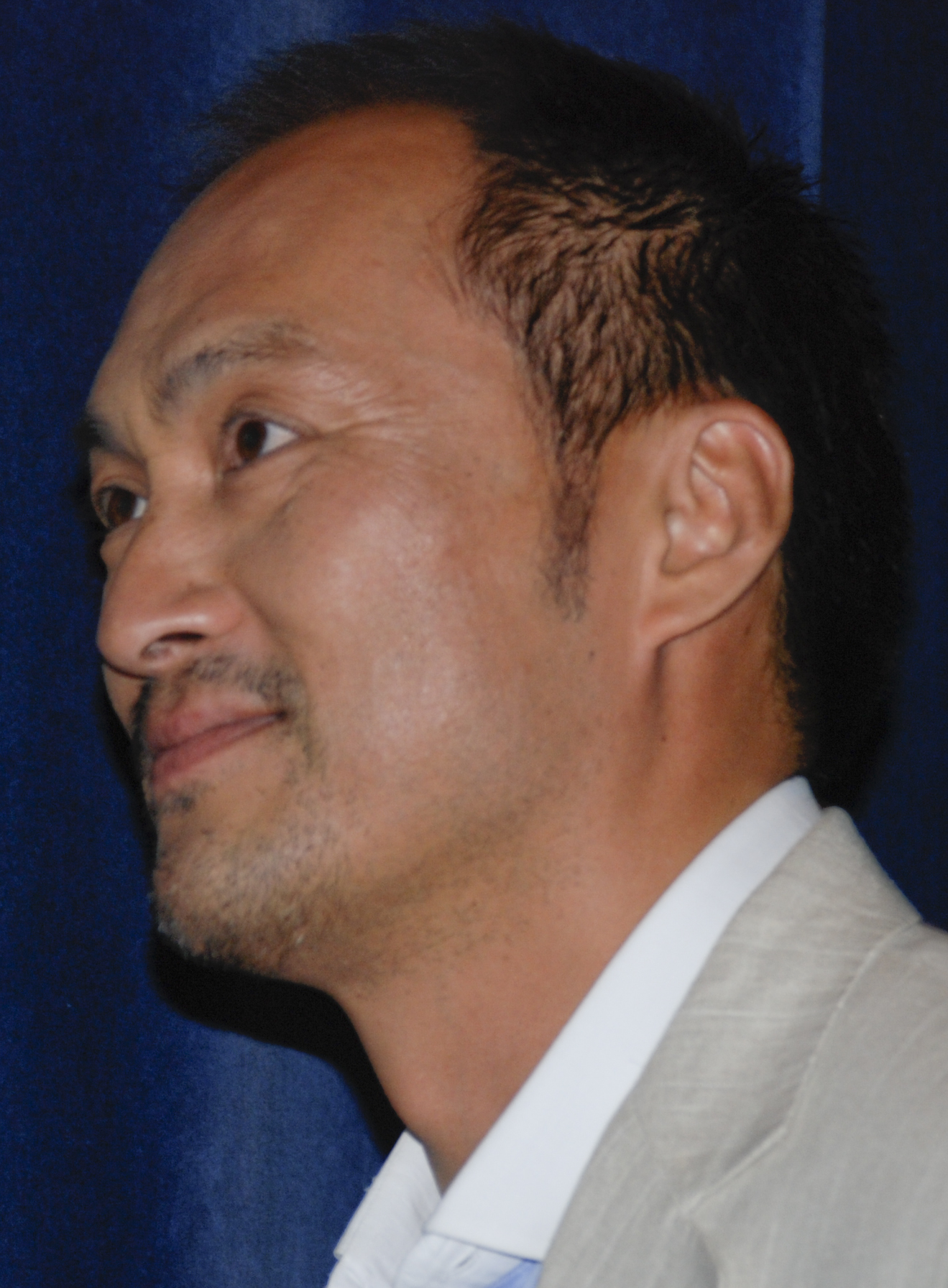
渡邊謙飾演武士首領的表現獲得影評人讚美

《末代武士》收到多數影評人的好評。根据評論匯總网站爛番茄汇总的223篇评论文章，66%的评论家给予该作正面评价，平均打分为6.40分（满分10分）。该网站总结的评论家共识是“《末代武士》擁有很高的製作品質和緊張刺激的戰鬥場面，是一部令人滿意的史詩電影。”《末代武士》在Metacritic網站上得到「褒貶不一」的綜合評分，獲得了55/100分（43位影評人）。據美國CinemaScore所進行的調查，觀眾的平均評價於A+至F間落於「A」。
美國《芝加哥太陽報》的影評人羅傑·伊伯特給予本片3.5顆星（滿分4顆）的好評，在影評中寫道：「《末代武士》的設計環節精美、劇本高明、演員表現令人信服，是難得的一部有深度思想的史詩片。結局怯懦地背離了電影的真正主旨，是唯一削弱全片的所在。」伊伯特也點出，《阿拉伯的劳伦斯》和《與狼共舞》中的西方英雄處在其他文化中總顯得優越，但本片打破了這個窠臼。《好萊塢報導》的柯克·哈尼科特（Kirk Honeycutt）稱讚本片成功將西部片與武士片結合，雖然導演是美國人顯得有些高姿態，但電影與史實相去不遠，克魯斯的角色定位也說得過去。哈尼科特也點出電影的其他優點，包含克魯斯、渡邊謙、蒂莫西·斯波和小雪的演技、成功還原歷史的美術設計、劍道橋段，以及約翰·托爾的攝影功力。但他也指出，季默的西式配樂略顯吃力，如果試著結合東西方配樂能更顯優勢。《首映雜誌》的葛倫·肯尼給出2.5顆星（滿分4顆），稱讚本片具備紐西蘭的絕佳景色和驚心動魄的戰鬥場面，但歷史視角前後不連貫，不管茲維克的初衷為何，最後都淪為對製片人的阿諛奉承。
英國《衛報》的彼得·布萊德蕭打出2顆星（滿分5顆）的差評，認為克魯斯的演出始終脫不了自戀和自鳴得意，而且電影對日本武士的描寫僅止於民間印象和傳入美國的內容；不過渡邊謙的演出和決戰橋段得到了布萊德蕭的讚賞。《每日綜藝報》的影評人陶德·麥卡錫認為製作團隊空有熱忱，卻在電影中反覆使用老掉牙的論調，令人失望，且克魯斯根本扮演不好一個失控的人，毀了電影的開頭。不過麥卡錫也稱讚本片在拍攝和美術設計下足功夫，渡邊謙的演技一枝獨秀。《滾石雜誌》的彼得·崔維斯給予2顆星（滿分4顆），批評片中淨是些做作且浮誇的台詞，但在劇本不影響畫面的情況下，他認為本片是一部擄獲人心的安靜電影，歸功於導演茲維克擅長扣人心弦的動作戲，而托爾的掌鏡更使動作戲如詩如畫。

### 票房
截至下檔日，《末代武士》在美國及加拿大地區共累積了1.1112億美元的票房，加上來自其他地區的3.4563億美元，全球票房共計4.567億美元，而其製片預算則是1.4億美元。本片是2003年北美票房第20高的電影，也是同年海外票房第6高的電影。

#### 美國票房
本片於2003年12月5日星期五在美國院線上映，共有2,908家電影院放映本片。本片與《蜜糖第一名》、《魔戒首部曲：魔戒現身加長版》等電影撞檔，《每日綜藝報》指出在感恩節的下個周末的票房表現往往疲軟，《娛樂周刊》認為本片的史詩場景噱頭和映前好評，會使首週末票房高過克魯斯的前一部作品《香草天空》，落在2800萬美元左右，而Box Office Mojo的預測則是2910萬美元。因為東北風暴的關係，最終本片的首週末三天票房僅有2440萬美元，但仍是該週末的票房冠軍。華納兄弟人員對此票房表現感到欣喜，並估計風暴大概使票房少了400萬美元。隔週末，本片進帳1408萬美元，僅次於新上檔的《爱是妥协》排行亞軍。第三週，本片排名第四，敗給新片《指环王：王者归来》、《蒙娜麗莎的微笑》和《爱是妥协》。截止至2004年1月14日，本片的國內票房總計9850萬美元，據此華納兄弟預期收官時大概會有1.05億至1.1億，與最初期望的1.25億美元有令人失望的落差，不過因為日本票房大熱，使之不至於失敗。本片於2004年4月8日在美國下檔。

#### 海外票房
日本地區搶先在2003年12月6日星期六上片，僅比美國晚一天，與《海底總動員》和《我們這一家電影版》同期上映競爭。包含12月5日試映場在內的頭三天票房為9億235萬日圓，觀看人次為62萬2000人，排名該週亞軍，僅次於《海底總動員》。之後本片又連續五週都輸給《海底總動員》，但表現相當強勁，與《海底總動員》瓜分了全國大半的票房。上映第七週，本片登上冠軍。第八週時票房突破100億日圓，並且走勢不減，穩坐冠軍。第10週時日本全國票房超過115億日圓，與美國票房打平。第11週時《指环王：王者归来》在日本上映，已連霸四週的本片被擠到第二名。下檔時，本片的日本票房為137億日圓，若將此票房計入2004年的日本年度票房排行，本片排在第二名，僅次於《霍爾的移動城堡》。本片的日本票房至今仍是日本影史第19高。
本片在日美以外市場的主要競爭對手是上映在先的《指环王：王者归来》，業內人士指出，《末代武士》是有力的挑戰者，但《指环王：王者归来》有著更適合闔家觀賞的優勢。從總海外票房來看，前四週都由《指环王：王者归来》獲勝，第五週由《末代武士》拔得頭籌。2004年1月12日，據《每日綜藝報》報導，本片上週在九個歐洲市場首映，進帳2370萬美元，在《指环王：王者归来》還沒上映的義大利尤其成功。1月13日，本片的海外票房突破1.09億美元，其中日本貢獻了超過7成的票房。下週，本片透過全球31個市場進帳3870萬美元，總票房來到1.561億美元。《每日綜藝報》分析，本片的利益率取決於「日本武士」此一主題是否能在日本以外地區吃得開，而答案看來是肯定的。本片在歐洲和拉丁美洲市場表現強勁，在八個國家上映首週皆登頂票房排行。至下週的1月25日，本片在39个地区新斬獲约3050万美元的票房，海外票房突破2億美元大關，幾乎是國內票房的兩倍。下週，電影在歐洲的票房突破1億美元。隨著奧斯卡金像獎在1月底公布入圍作品，本片入圍最佳男配角等獎項的消息在某些地區助長了票房。
| 週次（週一－週日）                | 上映地區數   | 上映銀幕數   | 該週末票房   | 累積票房 | 備註         |
| --------------------------------- | ------------ | ------------ | ------------ | -------- | ------------ |
| 第1週（2003年12月1日－12月7日）   | 1            | 540          | 850萬        | 850萬    | 日本搶先上映 |
| 第2－5週（12月8日－2004年1月4日） | 1            | 不適用       | 不適用       | 不適用   |              |
| 第6週（1月5日－1月11日）          | 13           | 未知         | 3,060萬      | 未知     | [ 122 ]      |
| 第7週（1月12日－1月18日）         | 31           | 5,734        | 3,870萬      | 1.561億  | [ 123 ]      |
| 第8週（1月19日－1月25日）         | 39           | 5,394        | 3,050萬      | 2.053億  | [ 125 ]      |
| 第9週（1月26日－2月1日）          | 45           | 未知         | 2,240萬      | 2.428億  | [ 126 ]      |
| 第10週（2月2日－2月8日）          | 55           | 未知         | 1,770萬      | 2.728億  | [ 130 ]      |
| 第11週（2月9日－2月15日）         | 55           | 4,700        | 1,280萬      | 2.953億  | [ 131 ]      |
| 截止至2021年                      | 截止至2021年 | 截止至2021年 | 截止至2021年 | 3.456億  | [ 2 ]        |

### 獎項
《末代武士》獲得多家機構的獎項肯定。2003年12月，本片先後被國家評論協會和美國電影學會評為年度十大電影之一。外界將本片列為金球獎和奧斯卡金像獎的熱門之一，而憑片中演出得到好萊塢青睞的渡邊謙則可望入圍奥斯卡最佳男配角奖。在接下來的頒獎季中，本片入圍許多影評人協會和電影製作工會的獎項，但得獎的比例不高。2004年1月27日，第76届奥斯卡金像奖的入圍名單公布，本片入圍最佳藝術指導、最佳服裝設計和最佳混音三項技術獎項，以及渡邊的最佳男配角提名。《綜藝》雜誌指出，雖然本片看準頒獎季而在年底上映，但並沒有得到最佳影片獎評審的注意。

## 家用媒體
《末代武士》的雙碟寬屏版DVD和VHS於2004年5月4日發行。根據《綜藝》報導，在2003年12月29日至2004年12月26日的年度電影收益統計中，計算票房加上家用媒體收入後，本片共得淨利1.57億美元，排名第11名。2006年11月14日，本片推出藍光光碟（BD）。2009年11月3日，片商發行單碟裝DVD。2013年5月7日發行鐵盒版BD。2014年5月7日發行新的寬屏版套裝，內含BD、DVD和Digital HD UltraViolet三種規格。

## 法律訴訟
《末代武士》因編劇掛名的事宜而出現爭議。本片的「編劇」（Screenplay by）名分由約翰·羅根、愛德華·茲維克和馬歇爾·赫斯高維基取得，羅根另有「故事發想」（Story by）的名份。2003年11月6日，加納·西蒙斯（Garner Simmons）向国家劳动关系委员会（NLRB）提出申訴，指稱美國編劇工會（WGA）拒絕仲裁他應得的編劇名分。西蒙斯和另一編劇麥可·艾倫·埃迪（Michael Alan Eddy）聲稱，《末代武士》可追溯至視鏡通訊公司的企劃案《旭日之西》（West of the Rising Sun），在1992年由埃迪寫下原始劇本，內容描寫1870年代在日本的一名美國人，其在故事後半與日本武士並肩作戰。西蒙斯和罗伯特·申坎隨後寫了幾份草稿。埃迪和西蒙斯向WGA抗議，WGA啟動行政程序，負責審閱的三名「專家讀者」（Expert reader）中有兩人認為兩個企劃的關聯性薄弱，故不足以發起仲裁。2003年12月23日，西蒙斯要求加州勞工委員介入。

### 艾迪訴雷達案
2004年1月5日，埃迪向美国加利福尼亚中区联邦地区法院起訴WGA和《末代武士》的製作方，罪狀包含串謀欺詐、違約、WGA違反職責和違反最低基本協定。視鏡通訊公司、華納兄弟、雷達影業、茲維克和赫斯高維基都被列為被告。埃迪聲稱，茲維克和赫斯高維基曾參與《旭日之西》企劃，劇本版權轉移到雷達影業手中後，企劃變成了《末代武士》，並剽竊走他的原始劇本。2004年3月25日，法官縮減了埃迪訴訟對象的範圍，僅留下華納兄弟和雷達影業。2004年10月18日，法官駁回埃迪的訴訟，聲稱WGA在掛名事宜上有很廣的自由裁量權。埃迪的律師欲上訴。2006年12月22日，美国联邦第九巡回上诉法院駁回上訴，維持原判。

### 貝內訴華納兄弟案
2005年12月5日，貝內兄弟起訴華納兄弟和主要製作成員，根據聯邦法律控告他們侵犯著作權，並根據加州法律追加違約、洩漏機密和侵害其潛在的經濟利益等罪名。貝內聲稱他們的劇本被經紀公司引薦給被告，而被告未經許可就抄襲了他們的劇本。只有侵犯著作權和違約兩項控訴進入到簡易判決階段，地方法院在2008年3月14日駁回了這兩項指控，貝內很快便上訴。2010年6月9日，第九巡迴上訴法院發布判決，維持駁回著作權訴訟，但違約訴訟應該得到審理；案件將回到地方法院審理。2012年2月14日，美国加利福尼亚中区联邦地区法院駁回對華納兄弟和羅根的指控，因為原告無法證明他們知情，只留下製片人茲維克和赫斯高維基。審判在2012年4月6日舉行，結果是由茲維克和赫斯高維基勝訴，為長年的訴訟畫下句點。

## 備註
1. ↑  Box Office Mojo提供的數據是1.4億[2]，《綜藝》在2004年1月4日的報導中則推測介於1.35億至1.5億[3]。
2. 臺灣前譯《最後的武士》[4]。

## 外部連結
- 互联网电影数据库（IMDb）上《最後武士》的资料（英文）
- 爛番茄上《最後武士》的資料（英文）
- AllMovie上《最後武士》的资料（英文）
- Metacritic上《最後武士》的資料（英文）
- Box Office Mojo上《最後武士》的資料（英文）
- Yahoo奇摩電影上《最後武士》的資料（繁體中文）
- 開眼電影網上《最後武士》的資料（繁體中文）
- 时光网上《最後武士》的資料（简体中文）
- 豆瓣电影上《最後武士》的資料 （简体中文）